# Leszek Czerwiński
Leszek Czerwiński (ur. 23 marca 1939 w Łowiczu, zm. 2 lutego 2018 w Warszawie) – polski lekarz, chirurg, poseł na Sejm X kadencji.

## Życiorys

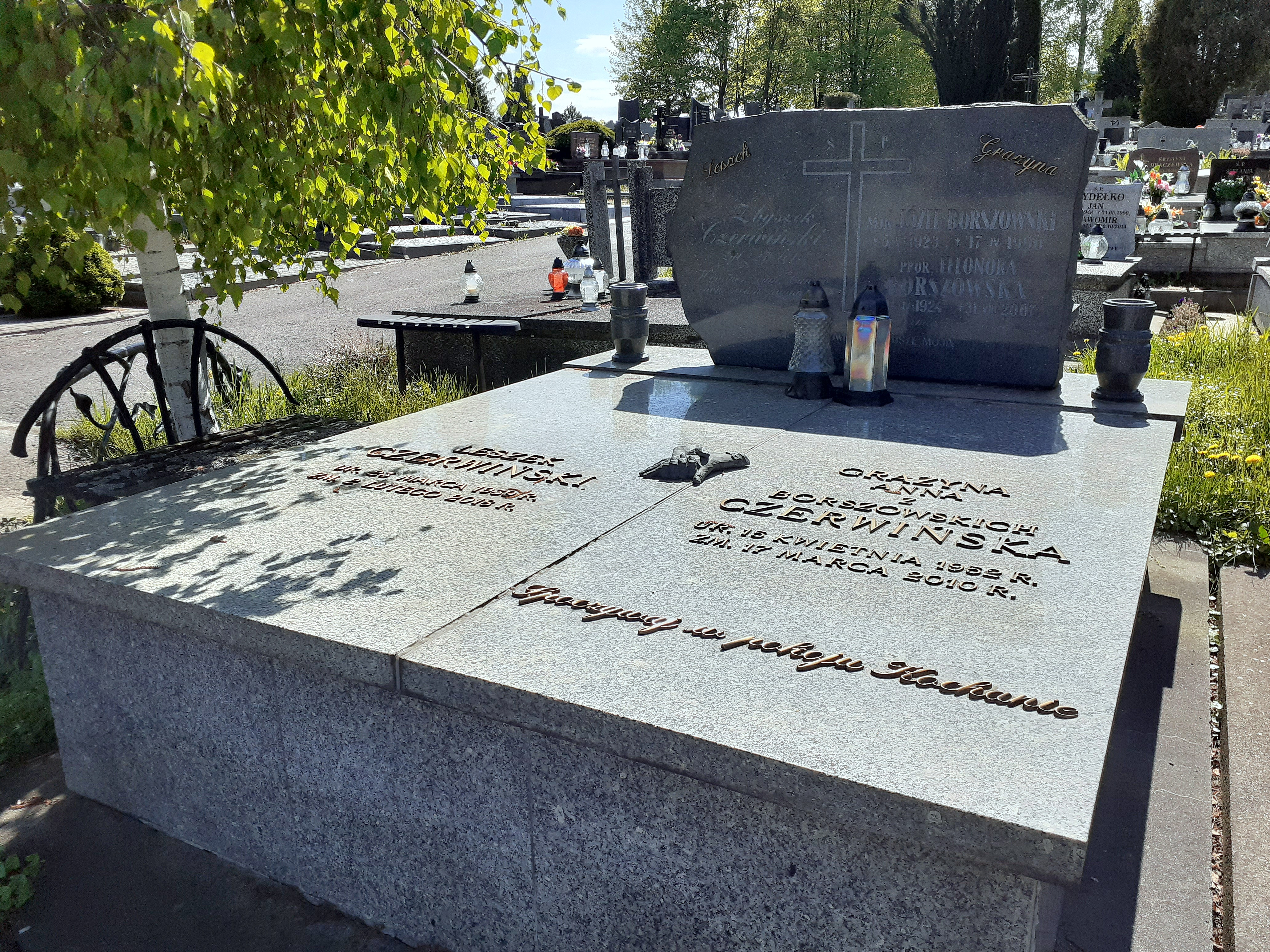
Grób Leszka Czerwińskiego

Syn Zbigniewa i Sylwii. Ukończył w 1967 studia na Śląskiej Akademii Medycznej w Katowicach, po czym podjął pracę w I Klinice Chirurgii ŚAM w Zabrzu. Uzyskał następnie stopień doktora nauk medycznych z zakresu chirurgii naczyniowej. Wziął udział w utworzeniu Zespołu Opieki Zdrowotnej w Kędzierzynie-Koźlu, którego był dyrektorem do 1979. W 1980 objął stanowisko ordynatora Oddziału Chirurgii w Szpitalu Miejskim ZOZ w Rzeszowie, w 2003 objął stanowisko dyrektora tej placówki.
Od 1989 do 1991 sprawował mandat posła na Sejm kontraktowy, wybranego w okręgu rzeszowskim z puli Polskiej Zjednoczonej Partii Robotniczej do której należał od 1963 do 1989. Był członkiem egzekutywy Komitetu Miejskiego PZPR. W Sejmie zasiadał w Klubie Niezależnych Posłów, założonym przez kilku byłych parlamentarzystów PZPR, zasiadał w Komisji Zdrowia. Nie ubiegał się o reelekcję, związał się później z Sojuszem Lewicy Demokratycznej.
Pochowany na cmentarzu Wilkowyja w Rzeszowie.

## Odznaczenia
- Krzyż Kawalerski Orderu Odrodzenia Polski (1989)
- Srebrny Krzyż Zasługi (1977)
- Medal 40-lecia Polski Ludowej[5]